# Move by Yourself
Move by Yourself è il secondo album di Donavon Frankenreiter pubblicato nel 2006.

## Tracce
1. Move By Yourself – 5:16
2. The Way It Is – 3:49
3. By Your Side – 4:36
4. These Arms – 2:59
5. Let It Go – 4:11
6. Fool – 6:01
7. Everytime – 3:24
8. That's Too Bad – 2:42
9. Girl Like You – 3:07
10. All Around Us – 4:51
11. Beautiful Day – 3:26